# Юкаликулево (Кигинский район)
Юкаликулево (баш. Йүкәлекүл) — деревня в Кигинском районе Башкортостана, входит в состав Ибраевского сельсовета.

## Население
| 2002 | 2009 | 2010 |
| ---- | ---- | ---- |
| 640  | ↗682 | ↘648 |

Национальный состав
Согласно переписи 2002 года, преобладающие национальности — татары (72 %), башкиры (26 %).

## История
Д. Юкаликулево возникла на вотчине Тырнаклинской волости как башкирское селение. В 1764 г. и 1 июня 1780 г. были припущены мишари на основе двух договоров от вотчинников-тырнаклинцев. Первыми припущенниками были Мрат Сеитов, Арсланбек Сафаров и Абдулзелиль Хайсинов с товарищи.

## Географическое положение
Находится на правом берегу реки Ай.
Расстояние до:
- районного центра (Верхние Киги): 21 км,
- центра сельсовета (Ибраево): 7 км,
- ближайшей ж/д станции (Сулея): 64 км.

## Инфраструктура
Оздоровительный лагерь «Маяк».
СПК колхоз "Ай".

## Религия
В деревне есть мечеть.